# Bianca luce nera
Bianca luce nera è un singolo del gruppo musicale italiano Extraliscio, pubblicato il 4 marzo 2021 come primo estratto dal quarto album in studio È bello perdersi.

## Descrizione
Traccia conclusiva del disco, il brano è stato scritto dal frontman Mirco Mariani insieme a Pacifico e Elisabetta Sgarbi e ha visto la partecipazione vocale del cantante Davide Toffolo dei Tre Allegri Ragazzi Morti. Riguardo al significato del testo, Mariani ha spiegato:
Nella scrittura del brano, Pacifico ha invece spiegato di aver pensato a un inseguimento amoroso, mentre Toffolo ha evidenziato che il testo sembra stato scritto con il vocabolario dei Tre Allegri Ragazzi Morti, essendo pieno di suggestioni visive e musicali, dichiarando che «i contrasti svelano la complessità. Rendono tridimensionale la visione».

## Promozione
Bianca luce nera è stato eseguito per la prima volta dal vivo al Festival di Sanremo 2021, manifestazione alla quale il gruppo (insieme a Toffolo) era in gara. Nella serata conclusiva il brano si è classificato dodicesimo.
Il 6 marzo 2021 viene pubblicato in allegato al mensile Linus un fumetto curato da Toffolo e che racconta Bianca luce nera attraverso sedici tavole.

## Video musicale
Il video, diretto da Lorenzo Silvestri e Andrea Santaterra, è stato pubblicato contestualmente all'uscita del singolo attraverso il canale YouTube del gruppo ed è stato girato all'interno della camera anecoica del Dipartimento di Ingegneria dell'Università di Ferrara.

## Tracce
Testi e musiche di Luigi De Crescenzo, Mirco Mariani e Elisabetta Sgarbi.
1. Bianca luce nera – 3:23

## Formazione
Gruppo
- Mirco Mariani – mellotron, memotron, moog One, LinnDrum, voce, pianoforte, clavinet, guitar noise, MKII, Chroma Polaris, arrangiamento
- Moreno Il Biondo – clarinetto, sassofono

Altri musicisti
- Davide Toffolo – voce
- Enrico Milli – tromba
- Pacifico – chitarra acustica
- Alessandro Cosentino – violino
- Giancarlo Bianchetti – cavaquinho, tamborim
- Luigi Savino – Simmons SDS-V, DrumTraks

Produzione
- Elisabetta Sgarbi – produzione
- Emanuele Cotone Para – registrazione
- Pino Pischetola – missaggio, mastering

## Classifiche
| Classifica (2021) | Posizione massima |
| ----------------- | ----------------- |
| Italia            | 58                |